# Мори, Клаудия
Кла́удия Мо́ри (итал. Claudia Mori, настоящее имя Клаудия Морони, итал. Claudia Moroni; род. 12 февраля 1944, Рим) — итальянская певица, киноактриса и телепродюсер. Супруга Адриано Челентано.

## Биография
Познакомилась с Челентано на съёмках фильма «Какой-то странный тип» в 1963 году. У Клаудии и Адриано трое детей: дочь Розита (Rosita, род. 1965), сын Джакомо (Giacomo, род. 1966) и дочь Розалинда (Rosalinda, род. 1968, Рим), снявшаяся, в частности, в роли Сатаны в картине «Страсти Христовы».
В 1970 году одержала победу на фестивале в Сан-Ремо с песней «Chi non lavora non fa l’amore».

## Фильмография
1. 1960 — «Рокко и его братья» / Rocco E I Suoi Fratelli — работница химчистки
2. 1962 — «Содом и Гоморра» / Sodoma E Gomora (Sodom and Gomorrah) — Малеб — младшая дочь Лота
3. 1963 — «Какой-то странный тип» / Uno strano tipo
4. 1964 — «Суперограбление в Милане» / Super rapina a Milano
5. 1970 — «История любви и ножей» / Er più: storia d’amore e di coltello — Роза Турбине
6. 1973 — «Эмигрант» / L’emigrante — Розитта
7. 1973 — «Ругантино» / Rugantino — Розина
8. 1975 — «Юппи-ду» / Yuppi Du — Аделаида
9. 1976 — «Благородный венецианец по прозвищу „Полосатая задница“» / Culastrisce nobile veneziano — Надя, жена маркиза
10. 1978 — «Безумец Джеппо» / Geppo il folle — красивая девушка
11. 1979 — «Кровная связь» / Bloodline — Донателла
12. 1980 — «Хозяйка гостиницы» / La Locandiera — Мирандолина
13. 1985 — «Джоан Луй» / Joan Lui